# Sistema de Mobilidade do Mondego
O Sistema de Mobilidade do Mondego (SMM), operado sob o nome Metro Mondego, é uma rede de Bus Rapid Transit (BRT) ou "Metrobus", em construção nos municípios de Coimbra, Miranda do Corvo e Lousã, na região Centro de Portugal, com entrada em serviço prevista para meados de 2025. Este sistema utiliza em grande parte o canal do antigo Ramal da Lousã, adaptado para a circulação de autocarros elétricos.
O SMM sucede ao projeto original do Metro Mondego, que previa a implementação de um sistema de metropolitano ligeiro de superfície. Após sucessivos adiamentos e a suspensão das obras em 2010, o projeto foi reformulado em 2017, tendo-se optado por um sistema de mobilidade baseado na tecnologia BRT.
A rede, com traçado em forma de “Y”, ligará, numa primeira fase, a cidade de Coimbra à vila de Serpins, no município de Lousã, utilizando no seu percurso o traçado do antigo Ramal da Lousã. Posteriormente, haverá também uma ligação ao Hospital da Universidade de Coimbra, com recurso a um novo canal urbano, fazendo ligação entre o mesmo e a Baixa de Coimbra e ligando à atual Estação Ferroviária de Coimbra-B, resultando na desativação completa do Ramal da Lousã e do encerramento da Estação de Coimbra-A, prevista para 12 de janeiro de 2025.

## História
O projeto que viria a dar origem ao Sistema de Mobilidade do Mondego (SMM) tem raízes no antigo Ramal da Lousã, cuja circulação no ramal foi suspensa em 2010 para dar lugar ao projeto Metro Mondego, um sistema de metro ligeiro de superfície cuja construção foi interrompida em 2011, sem substituição imediata.
Em 2017, o Governo apresentou uma nova solução baseada num sistema Bus Rapid Transit (BRT), que utilizariam o traçado previsto para o metro ligeiro. O relatório do Laboratório Nacional de Engenharia Civil (LNEC) previu a circulação em toda a extensão de 41 quilómetros, entre Serpins e Coimbra-B e até aos Hospitais da Universidade, com diferentes tipos de veículos para os troços suburbano e urbano, e capacidade máxima de frota de 43 unidades. O projeto eliminava a construção do túnel de Celas e previa a desativação da ligação ferroviária entre a Estação Nova e Coimbra-B. Apesar de o estudo indicar que o gás natural permitiria equilíbrio financeiro, optou-se por veículos elétricos, cujo uso levaria a um défice de exploração de 460 mil euros, segundo o mesmo estudo.
O auto de consignação da empreitada para o troço suburbano foi assinado a 11 de setembro de 2020, numa cerimónia presidida pelo então Ministro das Infraestruturas e Habitação, Pedro Nuno Santos, que apresentou o projeto como um sistema teleguiado de autocarros elétricos, aproveitando o canal ferroviário existente. A empreitada, no valor de 23,8 milhões de euros, incluía a requalificação de 30 quilómetros de via, a intervenção em 13 pontes e sete túneis, e a criação de novos pontos de cruzamento. O ministro pediu desculpa às populações pelo atraso de uma década, comprometendo-se com a execução da obra em 15 meses.

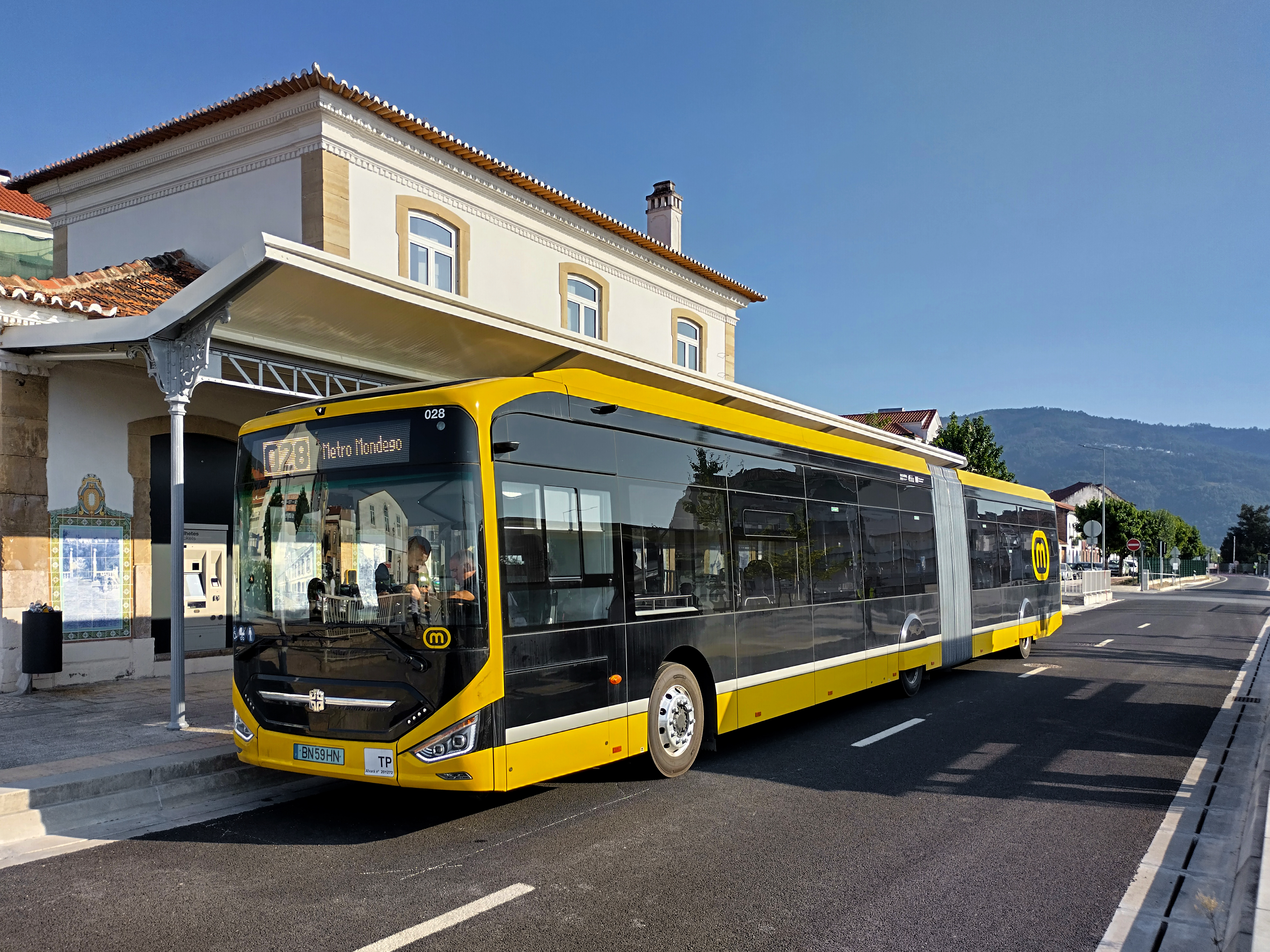
Viatura do SSM em frente à Estação da Lousã

Depois de inúmeros atrasos, em 2025, a Metro Mondego anunciou que a entrada em operação comercial do troço Serpins–Portagem estava prevista para o quarto trimestre desse ano. As obras e a instalação de sistemas deveriam concluir-se no final de junho, seguindo-se um período de testes e certificação no terceiro trimestre.